# Inejirō Asanuma
Inejirō Asanuma (浅沼 稲次郎 Asanuma Inejirō), né le 27 décembre 1898 et assassiné le 12 octobre 1960, est un homme politique japonais, chef du Parti socialiste japonais,. Orateur réputé, sa position politique est inhabituelle dans le Japon d'après-guerre : il soutient le socialisme et le Parti communiste chinois et critique les relations entre le Japon et les États-Unis.

## Biographie
La mère d'Inejirō Asanuma est morte en lui donnant naissance, dans le quartier de Chiyoda à Tokyo. Il est élevé par son père, mort d'un cancer à 42 ans. ll fait ses études à l'université Waseda.

### Carrière politique
Dans les années 1930, Inejirō Asanuma devient socialiste et fait partie de la Diète du Japon à partir de 1936. Il ne se représente pas aux élections de 1942 et quitte la vie politique jusqu'à la fin de la Seconde Guerre mondiale.
En 1959, Inejirō Asanuma subit de nombreuses critiques à cause d'un voyage en Chine communiste, lors duquel il décrit les États-Unis comme « l'ennemi commun de la Chine et du Japon ». À cette époque, le Japon et de nombreux autres pays reconnaissent la république de Chine (Taïwan) comme le gouvernement légitime de la Chine continentale.

### Assassinat

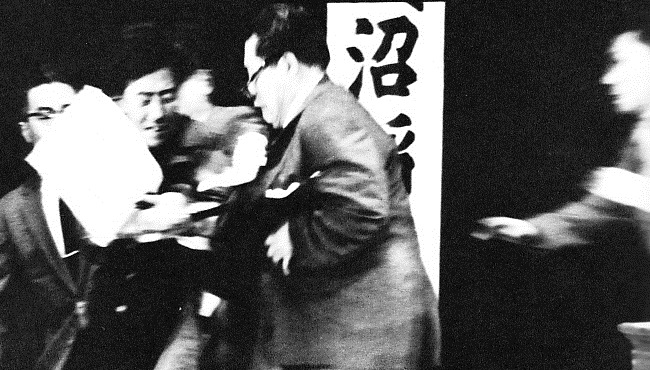
Assassinat de Inejiro Asanuma.

Le 12 octobre 1960, un étudiant d'extrême-droite âgé de 17 ans, du nom de Otoya Yamaguchi, assassine avec un wakizashi le chef socialiste Inejirō Asanuma âgé de 61 ans pendant un débat politique dans la Salle publique Hibiya (ja), à Tokyo. La chaîne de télévision japonaise NHK filmait le débat pendant l'assassinat et la vidéo de l'attaque a été montrée plusieurs fois aux téléspectateurs.
Cet événement a inspiré Kenzaburō Ōe dans sa rédaction de la nouvelle Seventeen.